# Bièvres
Bièvres é uma comuna francesa na região administrativa de Grande Leste, no departamento Ardenas. Estende-se por uma área de 7,5 km². Em 2010 a comuna tinha 48 habitantes (densidade: 6,4 hab./km²).